# Бернард Ваповски
Бернард Ваповски (1450 – 21 ноември 1535) от полския шляхтички герб Нечуя е краковски каноник, историк и картограф от XVI век.

## Биография
Роден е в село Ваповце близо до Пшемишъл. Достига до постовете секретар и придворен историограф на Краля на Полша и Велик литовски княз Зигмунт I Стари (1506 – 1548). Работи съвместно с Николай Коперник. След серия от публикувани трудове, по инициатива на владетеля през 1533 г. Ваповски започва работа по своето съчинение „История на Полша“. В нея авторът обръща внимание и на походите на Владислав Варненчик през 1443 – 1444 г. срещу турците. В крайна сметка Ваповски не успява да завърши съчинението си до своята смърт през 1535 година. Ръкописът е написан на латински език и не е издаден. Едва през 1847 г. изследването е преведено на полски от Николай Малиновски.